# Hoplitis grossepunctata
Hoplitis grossepunctata är en biart som först beskrevs av Kohl 1905.  Hoplitis grossepunctata ingår i släktet gnagbin, och familjen buksamlarbin. Inga underarter finns listade i Catalogue of Life.